# アミー・パーク
有限会社アミー・パーク（AMMY PARK）は、東京都世田谷区にある芸能プロダクション。

## 概要
- 1990年（平成2年）設立。主にお笑いタレントが所属する事務所である。
- 独自の劇場は所有しておらず、事務所ライブ『アミーパークライブ』を新宿の新宿バティオスで行っていた。
- 2019年末をもってお笑い班が無くなり、所属芸人の多くは他事務所に移籍か独立した[1][2][3][4]。

## 所属タレント
- 水町タカオ
- satomi
- ピヨシ
- ゆとりちゃん☆
- 岡松物語（マツトシ、岡田のりかず）
- 大木凡人

## 過去の所属者
- 乃木涼介
- ウガンダ・トラ
- サービスパンダ
- シーソーゲーム（中村だいぞう、関原昭仁）
- アッキー
- ルネ
- ハイスパット
- グアムズ
- モト冬樹（業務提携）
- 大家由祐子
- まとばゆう
- ぷりんちん（とも、ぐり）
- U字工事（福田薫、益子卓郎）
- じゅんいちダビッドソン
- ふとっちょ☆カウボーイ
- ヴィレッジ（甲賀大介、坪井信也）
- スタスタローン
- ダンサブル（朝倉淳二、有田久徳）
- ディスカス早川
- 大村小町

## 過去の関係者
- 小西亮一（デューズ社長）